# Bonbin Surabaya
Koordinaten: 7° 17′ 45″ S, 112° 44′ 10″ O
Bonbin Surabaya, auch bekannt als Kebun Binatang Surabaya (KBS), Surabaya Zoo, oder einfach nur
Bonbin, ist ein 15 Hektar umfassender Zoo in der Stadt Surabaya auf Java, Indonesien.
Der am 31. August 1916 auf Erlass des Generalgouverneurs der Niederländischen Ostindien-Kompanie gegründete KBS ist einer der berühmtesten Zoos in Südostasien und eine Haupttouristenattraktion in Surabaya. Nur das Zoogelände befindet sich im Eigentum der Stadt, während der Tierbestand Eigentum zahlreicher Privateigentümer ist. Die Besucherzahlen im Jahr 2005 lagen bei ca. einer Million, 2011 sollen zwei Millionen erreicht worden sein.

## Balistar
Wie in vielen anderen Zoos wird auch im Bonbin Surabaya der gefährdete Jalak Bali (Balistar) gezüchtet, der nur im westlichen Teil der Insel Bali heimisch ist. Aufgrund des Erfolges des Zuchtprogrammes wurden im Juni 2011 40 Balistare in die Wildnis des Nationalpark Bali Barat entlassen.

## Kritik

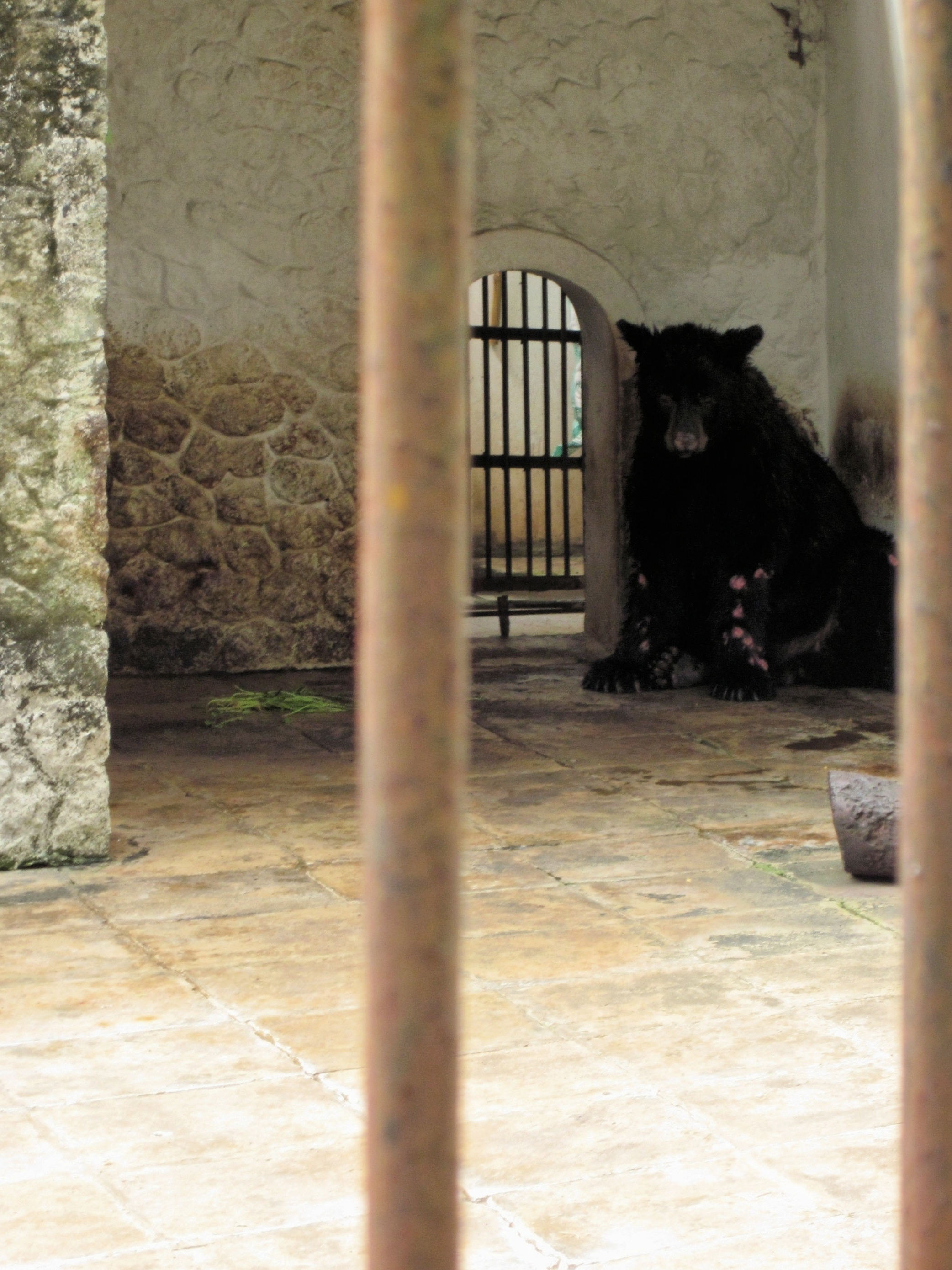
Der Amerikanische Schwarzbär im Surabaya-Zoo leidet an Hautkrankheiten, die bevorzugt bei nicht artgerechter Haltung auftreten. Deutlich erkennbar sind wunde Stellen an den Pranken.

Der Surabaya-Zoo gerät wegen der Haltung und Behandlung seiner Tiere häufig in die Kritik verschiedener Aktivistengruppen wie beispielsweise des Jakarta Animal Aid Network (JAAN), aber auch Mitarbeiter des Zoos bemängeln die Zustände.
Bereits eine Untersuchung im Jahr 2002 im Auftrag der World Society for the Protection of Animals (WSPA) und der KSBK Animal Conservation for Life bemängelte die Zustände im Zoo und wies insbesondere auf die mangelhafte Schulung und Ausbildung der Verantwortlichen und Pfleger hin.
Im Jahr 2009 erfolgte ein Versuch, die Leitung des Zoos auszuwechseln, dem ein mehrere Jahre andauernder Rechtsstreit folgte. 2010 übernahm der Staat den Zoo. Das von der Regierung eingesetzte Übergangs-Management entließ zahlreiche langjährige Tierpfleger und ersetzte sie durch Saisonkräfte, gefolgt von hoher Personalfluktuation. Die Zustände gingen so weit, dass die Zeitung The Jakarta Post die Einrichtung im Juni 2010 als „Zoo des Todes“ bezeichnete.
Im August 2010 widerrief das Landschaftsamt die Lizenz des Zoos, nachdem eine Reihe an Tieren umgekommen waren, darunter auch seltene Exemplare wie ein Sumatra-Tiger, ein Wallaby, ein Komodo-Waran, ein junger Hirscheber, ein Bawean-Hirsch und Krokodile.
Untersuchungen der lokalen Polizei und der East Java Natural Resources Conservation Agency (BKSDA) ergaben, dass in den meisten Fällen die Untätigkeit der zuständigen Pfleger am Tod der Tiere schuld war.
Mitte 2013 wurde der Zoo von der Stadtverwaltung übernommen.
Seit Ende 2013 ist eine Petition in Umlauf, welche die Schließung des Zoos aufgrund der dokumentierten Tiermisshandlung fordert. Das Übergangs-Management-Team hat bislang 378 Tiere aus dem Zoo an sechs Schutzorganisationen übergeben, allerdings waren viele Tiere in derart schlechter Verfassung, dass sie letztlich starben, wobei bei einigen Plastik- und Holzstücke im Körper gefunden wurden.
Am 28. Januar 2014 verkündete das Management des Surabaya-Zoos, dass sich eine Sammlung von 3.459 Tieren aus 197 Spezies in dem Zoo aufhält, wobei 81 Tiere krank, verletzt oder alt sind und 44 in schlechter Verfassung.